# Maxan Creek
Der Maxan Creek ist ein etwa 40 km langer Zufluss des Bulkley Lake im Norden der kanadischen Provinz British Columbia. 

## Flusslauf
Das Quellgebiet des Maxan Creek liegt auf einer Höhe von 880 m bei den John Brown Lakes im Nordwesten des Nechako-Plateaus, 20 km südwestlich von Burns Lake. Der Maxan Creek fließt in nördlicher Richtung und erreicht nach 20 km den 5,5 km langen Maxan Lake, den er an dessen Nordende wieder verlässt. Anschließend schlängelt er sich noch 13 km in nördlicher Richtung, bevor er in das Südufer des Bulkley Lake mündet. Dieser wird vom Bulkley River entwässert.
Das Einzugsgebiet des Maxan Creek umfasst etwa 373 km². Der mittlere Abfluss liegt bei 2,59 m³/s. Der Mai ist gewöhnlich der abflussstärkste Monat.